# Piper longipes
Piper longipes är en pepparväxtart som beskrevs av C. Dc.. Piper longipes ingår i släktet Piper och familjen pepparväxter. Inga underarter finns listade i Catalogue of Life.